# Margaret Oakley Dayhoff
Dr Margaret Belle (Oakley) Dayhoff (ur. 11 marca 1925, zm. 5 lutego 1983) – amerykańska fizyko-chemiczka i pionierka w dziedzinie bioinformatyki.

## Życiorys
Dayhoff była profesorem na Georgetown University Medical Center i znaną biochemiczką w National Biomedical Research Foundation (NBRF), gdzie po raz pierwszy rozpoczęła stosowanie matematycznych i obliczeniowych metod w dziedzinie biochemii. Poświęciła swoją karierę zastosowaniu rozwijających się technologii obliczeniowych do wspierania osiągnięć w dziedzinie biologii i medycyny, w pierwszej kolejności przy tworzeniu baz danych białek i kwasów nukleinowych i metod zbierania lub poszukiwania informacji w bazach danych. Ukończyła doktorat na Uniwersytecie Columbia na wydziale chemii, gdzie opracowała metody numeryczne do obliczeń energii rezonansu chemicznego wielu związków organicznych. Ukończyła studia podyplomowe na Instytucie Rockefellera (obecnie Uniwersytecie Rockefellera) i na Uniwersytecie stanu Maryland, i w 1959 roku dołączyła do nowo utworzonej Krajowej Fundacji na rzecz Badań Biomedycznych. Była pierwszą kobietą na stanowisku w Biophysical Society i pierwszą osobą służącą jako sekretarz, a potem prezydent tej organizacji. Stworzyła jedną z pierwszych macierzy substytucji: akceptowanych mutacji punktowych (PAM). Stworzyła jednoliterowy kod zapisu aminokwasów, odzwierciedlając próbę zmniejszenia rozmiaru danych wykorzystywanych do opisu sekwencji aminokwasów w dobie kart dziurkowanych używanych do obliczeń.